# Rhynchina edii
Rhynchina edii är en fjärilsart som beskrevs av Barbara Mayerl 1998. Rhynchina edii ingår i släktet Rhynchina och familjen nattflyn. Inga underarter finns listade.